# Colombia Justa Libres
Colombia Justa Libres es un partido político colombiano fundado en 2017 que agrupa políticamente a la mayoría de denominaciones evangélicas del país.Durante las elecciones legislativas de Colombia de 2018 lograron la elección de 4 integrantes al Congreso colombiano. De cara a las elecciones legislativas de 2022 conformó la coalición Nos Une Colombia con el partido MIRA.

## Ideología
El partido se adhiere al conservadurismo, en el marco provida, pero votaron en contra de la reforma laboral en este 2025 en Colombia que beneficiaba según el gobierno nacional a la población más vulnerable lo que ha generado polémicas ya que empresas como Davivienda y Postobón han dado "doraciones" a grupos políticos como este que han hundido las reformas sociales.

## Historia
Colombia Justa Libres surge de una fusión de dos movimientos políticos: 
Por un lado se encontraba Libres, movimiento que ya había tenido participación en las elecciones regionales de Colombia de 2015, lanzando lista al concejo de Bogotá con Ricardo Arias Mora, líder del movimiento, como candidato a la Alcaldía de Bogotá. Arias obtuvo cerca de 100 000 votos, Además, presentó el proyecto del ministerio de la familia ante el expresidente Juan Manuel Santos, luego del plebiscito sobre los acuerdos de paz de Colombia de 2016. mientras que la lista al concejo de Bogotá superó los 70000 votos y sacó un representante: Emel Rojas.
Por otro lado, Colombia Justa inicia cuando el pastor Héctor Pardo de la Iglesia Tabernáculo de la Fe y los pastores Eduardo Cañas de la Iglesia Manantial de Vida y John Milton Rodríguez de la Iglesia Misión Paz a las Naciones participan en los diálogos de paz entre el gobierno Santos y las FARC. Tras los encuentros, se desencantaron por participar en los diálogos, alegando que le «facilitaba» a las FARC el acceso al poder.  Los tres pastores invitaron a más dirigentes de Colombia. Se realizaron cuatro convocatorias nacionales y más de setenta regionales para comunicarse con víctimas del conflicto armado, militares, afrodescendientes e indígenas, fundando Colombia Justa.
Colombia Justa y Libres se constituyen posteriormente como grupo significativo de ciudadanos Colombia Justa Libres el 11 de diciembre de 2017. En las elecciones legislativas de Colombia de 2018 logra obtener 431,506 votos, el 3%, lo necesario para constituirse como partido político, logrando tres senadores y un representante.
Durante las elecciones locales del 2019, apoyaron al entonces candidato Miguel Uribe Turbay y lograron alcanzar dos escaños en el consejo de Bogotá.
En 2021 se presentan diferencias entre el liderazgo del partido, por la renuncia del Pastor Eduardo Cañas y la designación que hizo de que su puesto fuese reemplazado por otro de los directores: John Milton Rodríguez, cosa que estaba en contra de los estatutos del partido, pues quienes debían elegir el reemplazo era el Concejo de Ancianos del partido. Posteriormente Rodríguez como precandidato presidencial del partido, con venia del Veedor del partido Héctor Pardo, ya que este no se opone oficialmente, realiza un asamblea paralela designándose candidato presidencial del partido, a lo que los demás miembros se oponen, principalmente Ricardo Arias quien también era precandidato presidencial del partido, incluso el veedor Pardo, quien luego presenta renuncia al cargo, y Arias lidera una demanda por este hecho, ante el Consejo Electoral.

## Aglutinación Evangélica
Además del apoyo de artistas evangélicos como Álex Campos y Álex Adames, Colombia Justa Libres es el partido que más dirigentes cristianos y denominaciones aglutina en Colombia, algunos de ellos son:
- Jorge Trujillo pastor de la Iglesia Centro Cristiano Monte de Sion
- John Milton Rodríguez pastor de la Iglesia Misión Paz
- Jaime Beltrán pastor de la iglesia Camino a la Libertad
- Édgar Espíndola pastor de la Iglesia Pentecostal Unida de Colombia
- Gustavo Páez pastor de la Iglesia Oasis
- Edgar Palacio Mizrahi pastor de la Iglesia Presbiteriana Reformada
- Marco Fidel Ramírez pastor de la Iglesia Familiar Internacional
- Ricardo Rodríguez pastor de la Iglesia Avivamiento
- Eduardo Cañas pastor de la Iglesia Manantial de Vida
- David Larrahondo pastor de la Iglesia Misión Vida
- Natalia Lasso pastora de la Iglesia del Nazareno
- Eduardo Pacheco pastor de la Iglesia Casa de Fe Cruzada Cristiana
- José Satirio Dos Santos pastor de la Iglesia Centro Cristiano
- David Reyes pastor de la Iglesia Boston Central
- Eduardo Sánchez pastor de la Iglesia Comunidad Hosanna
- Marco Acosta pastor de la Iglesia Dios Está Formando un Pueblo
- Héctor Pardo pastor de la Iglesia Tabernáculo de la Fe
- José María Villanueva pastor de la Iglesia Global Family
- Fabio Alonso Pardo pastor de la Iglesia Cruzada Cristiana
- Jerry Martínez pastor de la Iglesia Ministerio Familias Bendecidas
- Miguel Motta Camargo pastor  de la Iglesia Alianza con Dios
- Andres Corson de la Iglesia el Lugar de su presencia
- Iglesia casa sobre la roca

entre otros, alcanzando a tener el apoyo del 90% de las denominaciones evangélicas del país.

## Representantes

### Senado de la República
- Lorena Rios [11]

### Alcaldías
- Alcaldía de bucaramanga(Jaime Andrés Beltrán)

### Concejales
- Concejo de Bogotá
  - Emel Rojas Castillo
  - Marco Acosta Rico

## Resultados electorales

### Elecciones legislativas
|  | 2.81 % |

|  | 2.81 % |

|  | 3.18 % |

|  | 1.77 % |

## Coalición del sector religioso
En septiembre de 2021 los directivos y congresistas de Colombia Justa Libres realizaron un acuerdo político con el partido MIRA, para presentar listas conjuntas al Senado y a la Cámara en más de 7 departamentos o circunscripciones, denominando la coalición Nos Une Colombia. Con los congresistas electos se busca promover y/ó defender la libertad religiosa en Colombia.